# Xiaren (köpinghuvudort i Kina, Zhejiang Sheng, lat 29,57, long 121,03)
Xiaren (kinesiska: 下任, 金庭镇) är en köpinghuvudort i Kina. Den ligger i provinsen Zhejiang, i den östra delen av landet, omkring 110 kilometer sydost om provinshuvudstaden Hangzhou. Antalet invånare är 20 571. Befolkningen består av 9 916 kvinnor och 10 655 män. Barn under 15 år utgör 12,0 %, vuxna 15-64 år 73 %, och äldre över 65 år 13,0 %.
Runt Xiaren är det tätbefolkat, med 343 invånare per kvadratkilometer. Närmaste större samhälle är Xinchang Chengguanzhen, 14,2 km sydväst om Xiaren. Trakten runt Xiaren består till största delen av jordbruksmark.
Genomsnittlig årsnederbörd är 1 996 millimeter. Den regnigaste månaden är juni, med i genomsnitt 338 mm nederbörd, och den torraste är januari, med 70 mm nederbörd.